# Giuseppe D'Avino
Giuseppe D'Avino (Baiano, 9 settembre 1927 – Salerno, 12 marzo 2011) è stato un calciatore italiano, di ruolo attaccante.

## Carriera

Formazione della Palmese nel 1959, D'Avino è il primo accosciato da sinistra

Cresciuto nella Salernitana scendendo in campo una sola volta nella stagione che sancì la promozione in A nella stagione 1946-1947, nello stesso anno viene mandato in prestito alla Nocerina, dove riuscirà a condurre i molossi verso la prima promozione in Serie B, campionato cadetto che disputerà poi con la maglia della Torrese, prima di essere ceduto alla Lazio.
Ha esordito in Serie A con la squadra biancoceleste allenata da Orlando Tognotti il 24 ottobre 1948, nella gara disputata contro l'Atalanta terminata 1-1. Con la squadra romana, in seguito affidata all'allenatore Mario Sperone, nella stagione 1948-1949 mise a segno due reti in sette partite: la prima l'8 dicembre 1948 nella trasferta a Trieste persa 4-1 contro la Triestina, mentre la seconda nella gara vinta 2-0 contro la Sampdoria.
Terminata l'esperienza nella capitale, nel 1949 ritorna nel club della sua città in serie cadetta, in uno scambio con Aldo De Fazio, dove rimarrà una sola stagione, prima di passare al Empoli, appena retrocesso in Serie C. Coi toscani metterà a segno 13 gol, finendo a metà classifica.
Passa poi al Catanzaro, dove resterà per sei stagioni, riportando le aquile in serie C e vincendo uno scudetto di IV Serie nel 1953, coi giallorossi accadrà un fatto iconico: affrontando la Salernitana (squadra della sua città nonché ex club) segnerà un gol pesantissimo trafiggendo il proprio il portiere De Fazio, suo cognato. Tale episodio incrinò i rapporti tra D'Avino e la città di Salerno.
Nel 1957 passa alla Battipagliese, e successivamente alla Palmese dove nel 1960 concluderà la carriera agonistica.
Ha inoltre disputato 79 presenze , con 36 reti all'attivo, con le maglia della Salernitana, della Nocerina e della Torrese.
Al termine della carriera da calciatore, ha svolto per alcune stagioni l'attività di preparatore nella Nocerina con Aleksej Livorno .
Muore a Salerno il 12 marzo 2011 all'età di 83 anni.

## Palmarès

### Club

#### Competizioni nazionali
- Scudetto Dilettanti: 1

Catanzaro: 1952-1953